# Afrikaans kwaststaartstekelvarken
Het Afrikaans kwaststaartstekelvarken (Atherurus africanus)  is een zoogdier uit de familie van de stekelvarkens van de Oude Wereld (Hystricidae). De wetenschappelijke naam van de soort werd voor het eerst geldig gepubliceerd door Gray in 1842.

## Verspreidingsgebied
De soort wordt aangetroffen in Benin, Kameroen, Congo-Brazzaville, Congo-Kinshasa, Ivoorkust, Equatoriaal-Guinea, Gabon, Gambia, Ghana, Guinee, Kenia, Liberia, Sierra Leone, Soedan, Togo, Oeganda.